# Берге (Пригниц)
Берге (њем. Berge) општина је у њемачкој савезној држави Бранденбург. Једно је од 26 општинских средишта округа Пригниц. Према процјени из 2010. у општини је живјело 827 становника. Посједује регионалну шифру (AGS) 12070028.

## Географски и демографски подаци
Берге се налази у савезној држави Бранденбург у округу Пригниц. Општина се налази на надморској висини од 57 метара. Површина општине износи 26,4 km². У самом мјесту је, према процјени из 2010. године, живјело 827 становника. Просјечна густина становништва износи 31 становника/km².